# Portus Cale
Portus Cale fue una antigua ciudad y puerto situado en la desembocadura del río Duero, en el actual norte de Portugal, en la zona que hoy ocupan Oporto y Vila Nova de Gaia. Su nombre dio origen al topónimo «Portugal» a partir del siglo IX.

## Historia
El asentamiento original, denominado Cale, existía antes de la llegada de los romanos. En torno al año 136 a. C., el general romano Décimo Junio Bruto Galaico conquistó la región y fundó la ciudad romana de Portus Cale. Durante el periodo romano, se convirtió en un importante puerto comercial.
Tras la caída del Imperio romano, la zona pasó a manos de los suevos (410-584) y posteriormente de los visigodos, quienes denominaron a la región Portucale. En el año 711, la ciudad fue ocupada por los musulmanes durante la invasión de la península ibérica.
En 868, el noble cristiano Vímara Pérez, vasallo del rey Alfonso III de Asturias, reconquistó la región y fundó el Condado Portucalense, que posteriormente dio origen al Reino de Portugal.